# Ján Mucha
Ján Mucha (ur. 5 grudnia 1982 w Belej nad Cirochou) – słowacki piłkarz występujący na pozycji bramkarza, zawodnik m.in. Legii Warszawa i reprezentacji Słowacji, trener.

## Kariera klubowa
Mucha był wychowankiem Interu Bratysława, od 2002 występował w MŠK Žilina.

### Legia Warszawa

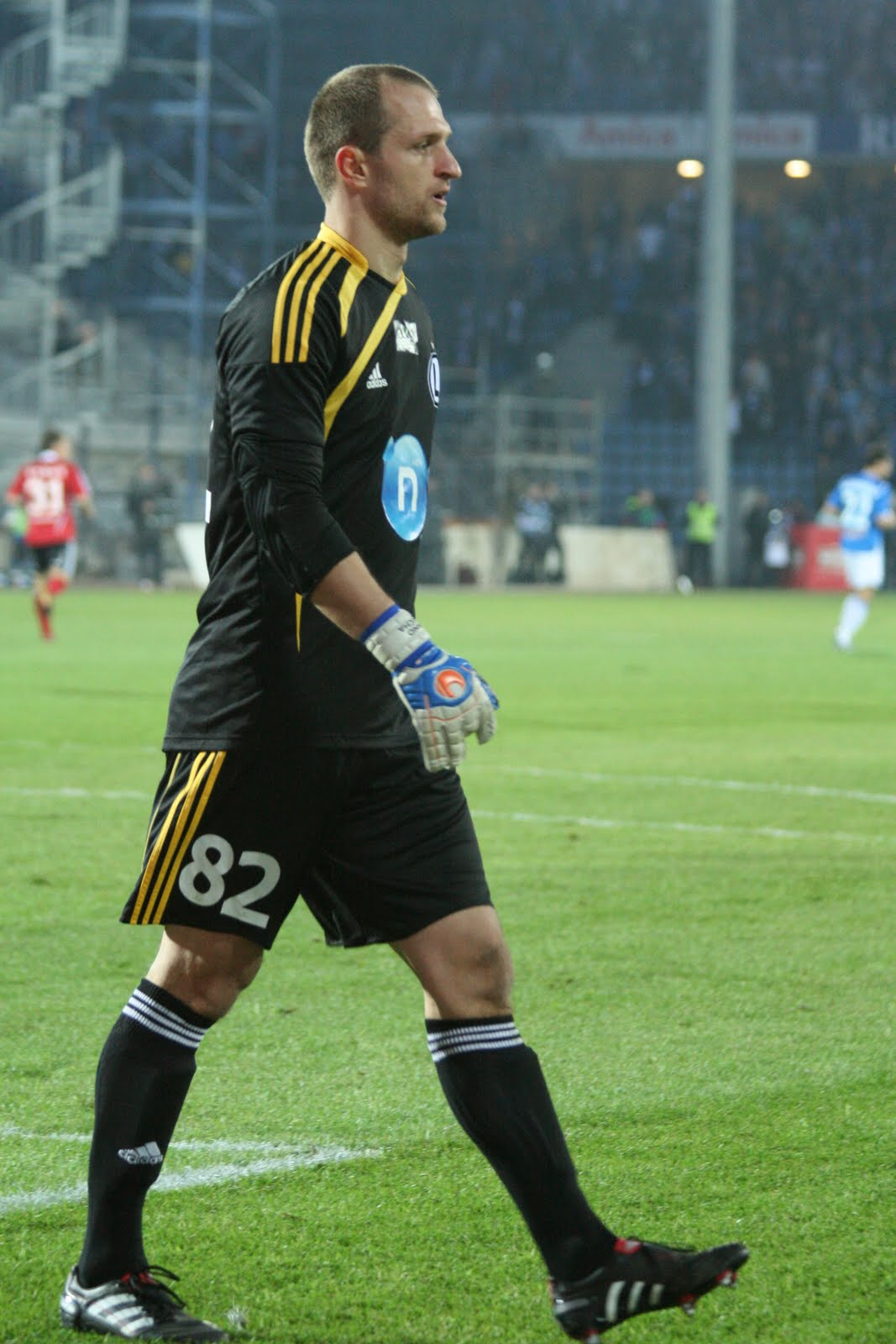
Mucha w barwach Legii (2010).

Mucha mając niespełna 23 lata przeniósł się w 2005 z MŠK Žilina, gdzie przegrywał rywalizację z Miroslavem Königem, do Legii Warszawa. Działacze polskiego klubu zapłacili Słowakom 50 tysięcy euro ekwiwalentu za wyszkolenie. Mucha miał też ofertę od jednego z greckich pierwszoligowców, ale z niej nie skorzystał. Do Legii dołączył na zgrupowaniu w Austrii.
Przez pierwsze 14 miesięcy pobytu Muchy w Legii bramki stołecznej drużyny bronił nieprzerwanie Łukasz Fabiański. Ówczesny trener Wojskowych Dariusz Wdowczyk pierwszy raz postawił na Muchę po kilku słabszych meczach Fabiańskiego. Po transferze Fabiańskiego do Arsenalu FC Mucha został pierwszym bramkarzem Legii. Słowak szybko zapełnił lukę po Polaku, a w szatni stał się jedną z najważniejszych osób, zaraz po Aleksandarze Vukoviciu.
Podczas występów w warszawskim klubie Mucha uzyskał znaczące rekordy ligowe:
- w sezonie 2007/08 Orange Ekstraklasy przez 575 minut zachowywał czyste konto. Zdołał go pokonać dopiero piłkarz Widzewa Łódź Piotr Kuklis w 35. minucie meczu 7. kolejki ligowej (Legia wygrała 3:1). Wliczając 59 minut meczu z sezonu 2006/07 z Odrą Wodzisław Śląski, Mucha nie puścił gola przez 634 minuty, co jest czwartym pod tym względem wynikiem w historii klubu. Lepszy wynik osiągnęli jedynie Władysław Grotyński (zachował czyste konto przez 762 minuty), Dušan Kuciak (759 minut) i Grzegorz Szamotulski (niepokonany przez 638 minut).
- w sezonie 2007/08 Orange Ekstraklasy zachował czyste konto w 14 meczach.

### Everton FC
20 stycznia 2010 poinformował, że nie przedłuży kontraktu z Legią. Tego samego dnia podpisał w Maladze trzyletni kontrakt z angielskim Evertonem, który obowiązywał od 1 lipca 2010 (po wygaśnięciu umowy z warszawskim klubem).

### Krylja Sowietow Samara
Po wygaśnięciu w 2013 umowy z Evertonem Mucha pozostawał wolnym zawodnikiem. 17 lipca 2013 podpisał dwuletni kontrakt z Kryljami Sowietow Samara. Ostatni sezon kontraktu spędził na wypożyczeniu w Arsienale Tuła.

### Slovan Bratysława
Po zakończeniu kontraktu z Kryljami podpisał umowę ze Slovanem Bratysława, którego barwy reprezentował w latach 2015–2017.

### Bruk-Bet Termalica Nieciecza
29 czerwca 2017 związał się rocznym kontraktem z Bruk-Betem Termaliką Nieciecza.

## Kariera reprezentacyjna
17 stycznia 2008 otrzymał od selekcjonera Jána Kociana pierwsze w swojej karierze powołanie do seniorskiej reprezentacji Słowacji. W towarzyskim spotkaniu Słowacy zmierzyli się Węgrami; Mucha stanął w ich bramce w 46. minucie, zmieniając Štefana Seneckýego.
O miejsce w bramce drużyny narodowej Mucha rywalizował z bramkarzem rosyjskiego Zenita Petersburg Kamilem Čontofalským i golkiperem tureckiego Ankarasporu Seneckým.
14 października 2009 reprezentacja Słowacji z Muchą w składzie pokonała w Chorzowie Polskę 1:0, awansując pierwszy raz w historii do mistrzostw świata w Południowej Afryce. Mucha na mundialu wystąpił we wszystkich meczach reprezentacji w pełnym wymiarze czasowym (trzech grupowych oraz w spotkaniu 1/8 finału).

## Kariera trenerska
W latach 2019–2021 był asystentem trenera bramkarzy w Legii Warszawa.

## Statystyki
| Mecze w reprezentacji | Mecze w reprezentacji | Mecze w reprezentacji | Mecze w reprezentacji | Mecze w reprezentacji | Mecze w reprezentacji | Mecze w reprezentacji | Mecze w reprezentacji | Mecze w reprezentacji   |
| Lp.                   | Data                  | Miejsce               | Gospodarz             | Wynik                 | Gość                  | Grał                  | Gole przepuszczone    | Uwagi                   |
| --------------------- | --------------------- | --------------------- | --------------------- | --------------------- | --------------------- | --------------------- | --------------------- | ----------------------- |
| 1.                    | 6 lutego 2008         | Limassol              | Słowacja              | 1:1                   | Węgry                 | 45'                   | Gol                   | mecz towarzyski         |
| 2.                    | 26 marca 2008         | Zlaté Moravce         | Słowacja              | 1:2                   | Islandia              | 90'                   | Gol · Gol             | mecz towarzyski         |
| 3.                    | 24 maja 2008          | Lugano                | Szwajcaria            | 2:0                   | Słowacja              | 90'                   | Gol · Gol             | mecz towarzyski         |
| 4.                    | 19 listopada 2008     | Žilina                | Słowacja              | 4:0                   | Liechtenstein         | 90'                   |                       | mecz towarzyski         |
| 5.                    | 11 lutego 2009        | Nikozja               | Słowacja              | 2:3                   | Cypr                  | 90'                   | Gol · Gol · Gol       | mecz towarzyski         |
| 6.                    | 1 kwietnia 2009       | Praga                 | Czechy                | 1:2                   | Słowacja              | 90'                   | Gol                   | Kwalifikacje MŚ 2010    |
| 7.                    | 6 czerwca 2009        | Bratysława            | Słowacja              | 7:0                   | San Marino            | 90'                   |                       | Kwalifikacje MŚ 2010    |
| 8.                    | 12 sierpnia 2009      | Reykjavík             | Islandia              | 1:1                   | Słowacja              | 45'                   |                       | mecz towarzyski         |
| 9.                    | 5 września 2009       | Bratysława            | Słowacja              | 2:2                   | Czechy                | 90'                   | Gol · Gol             | Kwalifikacje MŚ 2010    |
| 10.                   | 9 września 2009       | Belfast               | Irlandia Północna     | 0:2                   | Słowacja              | 90'                   |                       | Kwalifikacje MŚ 2010    |
| 11.                   | 10 października 2009  | Bratysława            | Słowacja              | 0:2                   | Słowenia              | 90'                   | Gol · Gol             | Kwalifikacje MŚ 2010    |
| 12.                   | 14 października 2009  | Chorzów               | Polska                | 0:1                   | Słowacja              | 90'                   |                       | Kwalifikacje MŚ 2010    |
| 13.                   | 14 listopada 2009     | Bratysława            | Słowacja              | 1:0                   | Stany Zjednoczone     | 90'                   |                       | mecz towarzyski         |
| 14.                   | 15 czerwca 2010       | Rustenburg            | Słowacja              | 1:1                   | Nowa Zelandia         | 90'                   | Gol                   | Mistrzostwa Świata 2010 |
| 15.                   | 20 czerwca 2010       | Bloemfontein          | Słowacja              | 0:2                   | Paragwaj              | 90'                   | Gol · Gol             | Mistrzostwa Świata 2010 |
| 16.                   | 24 czerwca 2010       | Johannesburg          | Słowacja              | 3:2                   | Włochy                | 90'                   | Gol · Gol             | Mistrzostwa Świata 2010 |
| 17.                   | 28 czerwca 2010       | Durban                | Słowacja              | 1:2                   | Holandia              | 90'                   | Gol · Gol             | Mistrzostwa Świata 2010 |
| 18.                   | 30 maja 2012          | Berme                 | Holandia              | 2:0                   | Słowacja              | 90'                   | Gol · Gol             | mecz towarzyski         |

## Sukcesy
- Mistrzostwo Słowacji (2 razy): 2003, 2004 z MŠK Žilina.
- Superpuchar Słowacji (2 razy): 2003, 2004.
- Puchar Polski: 2008 z Legią Warszawa.
- Superpuchar Polski: 2008 z Legią Warszawa.
- 1/8 finału Mistrzostw Świata: 2010
- Brotherhood Trophy: 2010 z Evertonem.
- Obcokrajowiec Roku w Plebiscycie Piłki Nożnej: 2009